# Friedrich Wilhelm Meyer
Friedrich Wilhelm Meyer (1818 - 1893) fou un director d'orquestra alemany.
El 1854 es trobà amb Lachner a l'Òpera de la Cort de Múnic, esdevenint-ne director de música el 1858 i mestre de capella el 1869, on tingué com a alumnes entre d'altres a Oscar Straus. Considerat un mestre conservador, ensenyà contrapunt, harmonia i composició a Richard Strauss entre 1875 i 1880. Strauss li dedicà diverses obres.